# PFC Neftchi
PFC Neftchi este un club de fotbal din Baku, Azerbaidjan care evoluează în Yuksak Liga.

## Palmares
- Campionatul sovietic - 27 de participări, 253 de victorii, 270 de egaluri, 361 înfrângeri.

- Yuksak Liga: 9

1992, 1995-96, 1996-97, 2003, 2003-04, 2004-05, 2010-11, 2011-12, 2020/21
- Cupa azeră: 6

1994-95, 1995-96, 1998-99, 2003-04, 2012-13, 2013-14
- Cupa CSI:

2006

## Europa
- UEFA Europa League
  -  Faza Grupelor (1) : 2013

## PFC Neftchi în Europa
| Competiție          | Meciuri | V | E | Î | Gm | Gp |
| ------------------- | ------- | - | - | - | -- | -- |
| Liga Campionilor    | 10      | 4 | 1 | 5 | 7  | 20 |
| Cupa UEFA           | 8       | 2 | 1 | 5 | 6  | 15 |
| Cupa Cupelor        | 2       | - | 1 | 1 | -  | 3  |
| Cupa UEFA Intertoto | 6       | - | - | 6 | 1  | 49 |